# Federația Norvegiană de Fotbal
Federația Norvegiană de Fotbal (bokmål Norges Fotballforbund, nynorsk Noregs Fotballforbund; NFF) este forul conducător al fotbalului în Norvegia. A fost fondată în 1902 și organizează echipa masculină și cea feminină și Tippeligaen. La data 1 ianuarie 2004, erau 1.814 cluburi organizate în Norvegia și 373.532 jucători înregistați.

## Asociații regionale
- Agder fotballkrets
- Akershus fotballkrets
- Buskerud fotballkrets
- Finnmark fotballkrets
- Hordaland fotballkrets
- Hålogaland fotballkrets
- Indre Østland fotballkrets
- Nordland fotballkrets
- Nordmøre og Romsdal fotballkrets
- Oslo fotballkrets
- Rogaland fotballkrets
- Sogn og Fjordane fotballkrets
- Sunnmøre fotballkrets
- Telemark fotballkrets
- Troms fotballkrets
- Trøndelag fotballkrets
- Vestfold fotballkrets
- Østfold fotballkrets